# Балка Гадиха
Балка Гадиха — балка (річка) в Україні у Самарівському районі Дніпропетровської області. Ліва притока річки Кільчень (басейн Дніпра).

## Опис
Довжина балки приблизно 3,46 км, найкоротша відстань між витоком і гирлом — 3,27  км, коефіцієнт звивистості річки — 1,06 . Формується декількома струмками та загатами.

## Розташування
Бере початок на південній околиці села Голубівки. Тече переважно на північний захід понад селищем Кільчень і на північно-західній околиці села Голубівки впадає у річку Кільчень, праву притоку річки Самари.

## Цікаві факти
- Біля витоку балки на східній стороні на відстані приблизно 122 м пролягає автошлях М18[3] (автомобільний шлях міжнародного значення на території України. Проходить територією Харківської, Дніпропетровської, Запорізької, Херсонської областей та АРК. Збігається з частиною європейського маршруту E105 (Кіркенес — Санкт-Петербург — Москва — Харків — Ялта).).
- У XX столітті на балці існували молочно-тваринна ферма (МТФ) та декілька газових свердловин[2], а у XIX столітті — декілька вітряних млинів[1].